# Paraba
Paraba é um gênero de platelmintos terrestres da América do Sul.

## Descrição
As espécies do gênero Paraba têm um corpo esbelto, com margens quase paralelas enquanto rastejam. As maiores amostras podem atingir cerca de oito centímetros de comprimento. O aparelho copulatório possui um pênis cônico permanente que ocupa toda a cavidade masculina e a cavidade feminina é arredondada e preenchida com um epitélio multicamada.

## Etimologia
Paraba significa multicolorido na língua tupi e faz alusão ao nome da espécie-tipo, Paraba multicolor.

## Espécies
Existem quatorze espécies atribuídas ao gênero Paraba:
- Paraba caapora (Froehlich, 1958)
- Paraba cassula (E. M. Froehlich, 1955)
- Paraba franciscana (Leal-Zanchet & Carbayo, 2001)
- Paraba gaucha (Froehlich, 1959)
- Paraba goettei (Schirch, 1929)
- Paraba incognita (Riester, 1938)
- Paraba multicolor (Graff, 1899)
- Paraba phocaica (Marcus, 1951)
- Paraba piriana (Almeida & Carbayo, 2012)
- Paraba preta (Riester, 1938)
- Paraba tingauna (Almeida & Carbayo, 2012)
- Paraba rubidolineata (Baptista & Leal-Zanchet, 2005)
- Paraba suva (Froehlich, 1959)
- Paraba tapira (Froehlich, 1958)